# カンブレー＝エピノワ空軍基地
カンブレー＝エピノワ第103空軍基地（フランス語：Base aérienne 103 Cambrai-Épinoy）は、フランス共和国ノール県カンブレーに所在するフランス空軍の飛行場。
2008年7月に新たな軍改編指針が打ち出され、これらの措置で地元の激しい反対にもかかわらずエルヴェ・モラン国防大臣は2011年までに基地を閉鎖すると発表した。
2008年時点で基地にはミラージュ2000C/RDI多用途戦闘機を装備する2個飛行隊が配置されていた。

## 配置部隊
2008年時点で基地にはミラージュ2000C/RDI多用途戦闘機を装備する2個飛行隊が配置されていた。
- 第12航空団第1戦闘飛行隊「カンブレジ」
- 第12航空団第2戦闘飛行隊「ピカルディ」

基地防空は第920防空団第13防空中隊が担当している。基地支援部隊は他にも90km離れたエーヌ県のクレピーに弾薬処がある。この弾薬処に駐屯している第652団第4弾薬中隊「エミール・ドボワチン」はエーヌ県唯一の空軍部隊である。